# Huang Yong
Huang Yong (Chinês, 18 de Novembro de 1974 - 26 de Dezembro de 2003) foi um assassino em série chinês acusado de matar 17 rapazes adolescentes (apesar de ser suspeito de 25 mortes) entre Setembro de 2001 e 2003.
Em Setembro de 2001, Huang começou a atrair jovens a partir de cinemas, cafés com internet e salões de jogos para a sua casa oferecendo uma recomendação para um trabalho bem pago ou para financiar os seus estudos e viagens pela cidade. Na sua casa, Huang drogava os jovens e violava-os depois de os estrangular com uma corda.
Em Novembro de 2003, um jovem de 16 anos chamado Zhang Liang foi à polícia. Os investigadores, ao início, não ficaram convencidos da história de Liang mas o rapaz disse que Huang o tinha convidado para o seu apartamento com promessas de trabalho. Quando lá chegou, Huang tentou estrangulá-lo e que ficou inconsciente 3 vezes. Depois, quando o jovem acordou, Huang disse-lhe: "Matei pelo menos 25 pessoas. Tu és o número 26" mas Liang fugiu e avisou a polícia.
Finalmente, a polícia acreditou na história de Liang e prendeu Huang que foi sentenciado à morte a 9 de Dezembro de 2003 e executado por fuzilamento em 26 de Dezembro de 2003.
Huang descreveu o motivo para os seus crimes, dizendo: "Sempre quis ser um assassino desde que era criança, mas nunca tinha tido oportunidade".